# Vocoide no silábico
En fonética, un vocoide no silábico es una clase que engloba a lo que tradicionalmente se han llamado semivocales y semiconsonantes. Fonéticamente es un sonido aproximante que es la realización de una vocal que por sí misma no forma sílaba si no va acompañada de otra vocal que tiene el valor silábico. El término semivocal se reserva para el elemento no silábico de un diptongo decreciente, o para el sonido no silábico que sigue a la vocal fuerte en un triptongo . El término semiconsonante se prefiere para designar al elemento no silábico de un diptongo creciente o al primer sonido de un triptongo. 
Las semivocales o semiconsonantes son frecuentemente alófonos no silábicos de vocales. Las semivocales correspondientes a /i, u/ se designan con los signos [i̯, u̯], mientras que las semiconsonantes con [j, w].

## En español
En español, se consideran semivocales la i y la u átonas precedidas de vocal, es decir, las dos vocales más cerradas junto a otra vocal, generalmente más abierta (a, e, o, p. ej., aire, reino, causa, etc.). El nombre semiconsonante se reserva para las mismas vocales en posición átona cuando preceden a /a, o, e/ como en bien, agua.
Nótese que la i y la u también pueden formar diptongo una con la otra, en este caso, siempre la primera se considera de cualidad semiconsonántica (p. ej., en cuidar, viudo).
No obstante, en sentido fonológico estricto, tal y como define el DRAE, se dice «semivocal» cuando esta aparece como segundo elemento de un diptongo (p. ej., en aire, aceite, causa, feudo); mientras que cuando se trata de lo contrario, se dice «semiconsonante» (p. ej., en piedra, hielo, huerto, apreciáis), ya que en este caso la pronunciación espontánea de esta se acerca más a la de una consonante que a la de una vocal.

## En protoindoeuropeo
En protoindoeuropeo, más concretamente en el estadio IE II, tiene dos fonemas /w/ e /y/ que tienen alófonos tanto silábicos, realizados fonéticamente como vocales [u, i]; como alófonos no silábicos, realizados como semivocal o semiconsonante [w, j]. El hecho de que se realicen fonéticamente como vocales o semivocales dependen de la posición del acento. Esto se puede observar en el paradigma reconstruido de la raíz /*dyw-/ 'cielo, dios' cuyo nominativo es *dyéws /dyéw+s/ pero cuyo genitivo es *diwés /dyw+és/.